# Le Theil (Orne)
Le Theil település Franciaországban, Orne megyében. Lakosainak száma 1674 fő (2018. január 1.). Le Theil L'Hermitière és Avezé községekkel határos.

## Népesség
A település népességének változása:
| Lakosok száma | 1066 | 1207 | 1465 | 1836 | 1919 | 1943 | 1800 | 3794 | 1720 | 1674 |
|               | 1962 | 1968 | 1975 | 1990 | 1999 | 2008 | 2013 | 2016 | 2017 | 2018 |